# Жезо
Жезо́ (фр. Jézeau, окс. Gèdeu) — коммуна во Франции, находится в регионе Юг — Пиренеи. Департамент — Верхние Пиренеи. Входит в состав кантона Арро. Округ коммуны — Баньер-де-Бигор.
Код INSEE коммуны — 65234.

## География
Коммуна расположена приблизительно в 680 км к югу от Парижа, в 120 км юго-западнее Тулузы, в 45 км к юго-востоку от Тарба.
На юго-западе коммуны протекает река Нест-дю-Лурон.

## Климат
Климат умеренно-океанический с солнечной тёплой погодой и обильными осадками на протяжении практически всего года.

## Население
Население коммуны на 2010 год составляло 112 человек.
| 1962 | 1968 | 1975 | 1982 | 1990 | 1999 | 2010 |
| ---- | ---- | ---- | ---- | ---- | ---- | ---- |
| 102  | 93   | 73   | 73   | 89   | 107  | 112  |

## Администрация
| Период | Период | Фамилия        | Партия | Примечания |
| ------ | ------ | -------------- | ------ | ---------- |
| 2001   | 2020   | Патрис Баланья |        |            |

## Экономика
В 2010 году среди 65 человек трудоспособного возраста (15-64 лет) 46 были экономически активными, 19 — неактивными (показатель активности — 70,8 %, в 1999 году было 60,3 %). Из 46 активных жителей работали 44 человека (21 мужчина и 23 женщины), безработных было 2 (1 мужчина и 1 женщина). Среди 19 неактивных 2 человека были учениками или студентами, 9 — пенсионерами, 8 были неактивными по другим причинам.

## Достопримечательности
- Церковь Девы Марии и Св. Лаврентия. Построена в XII веке тамплиерами. Исторический памятник с 1971 года[4]

## Фотогалерея

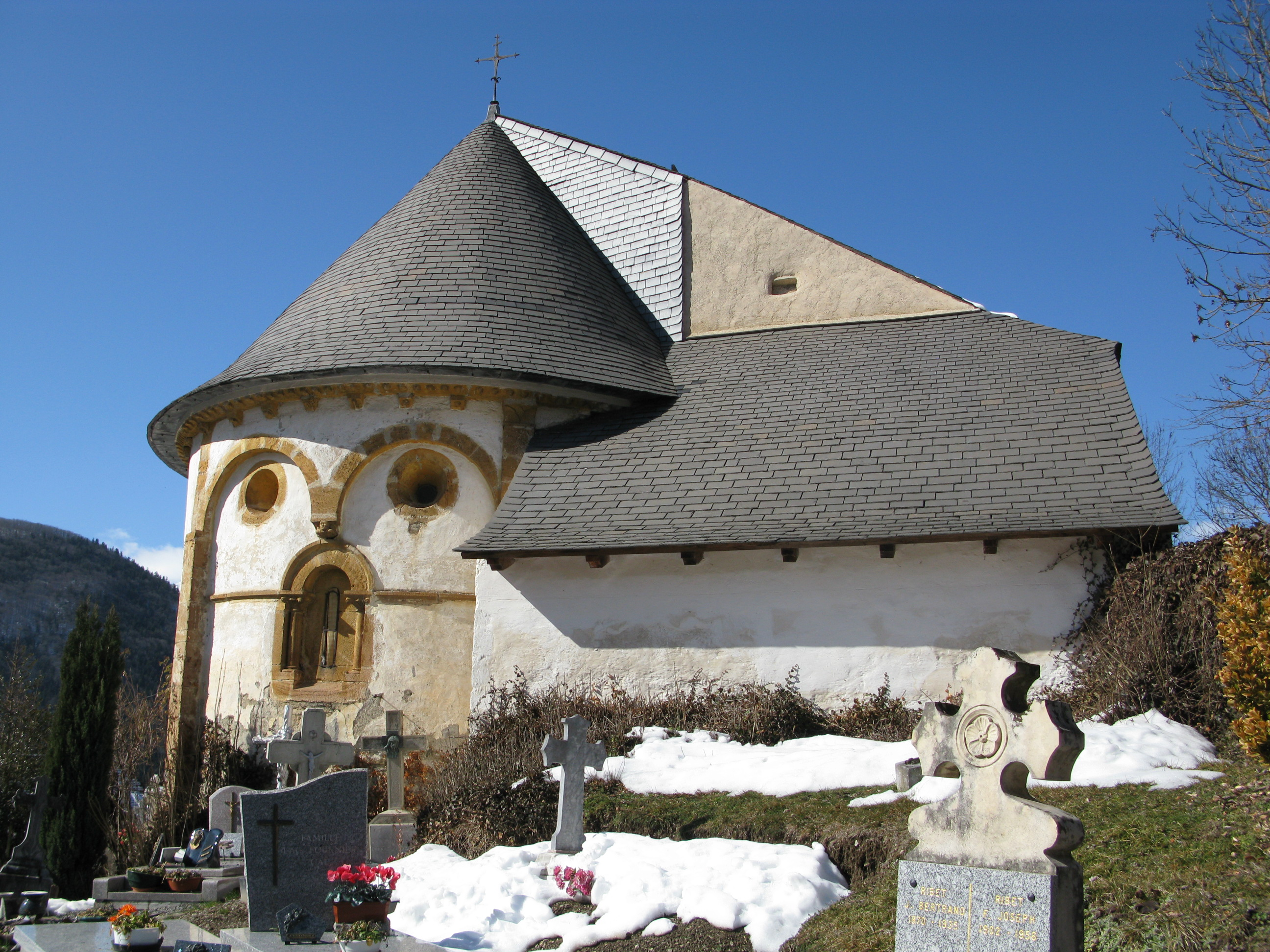
Церковь Девы Марии и Св. Лаврентия
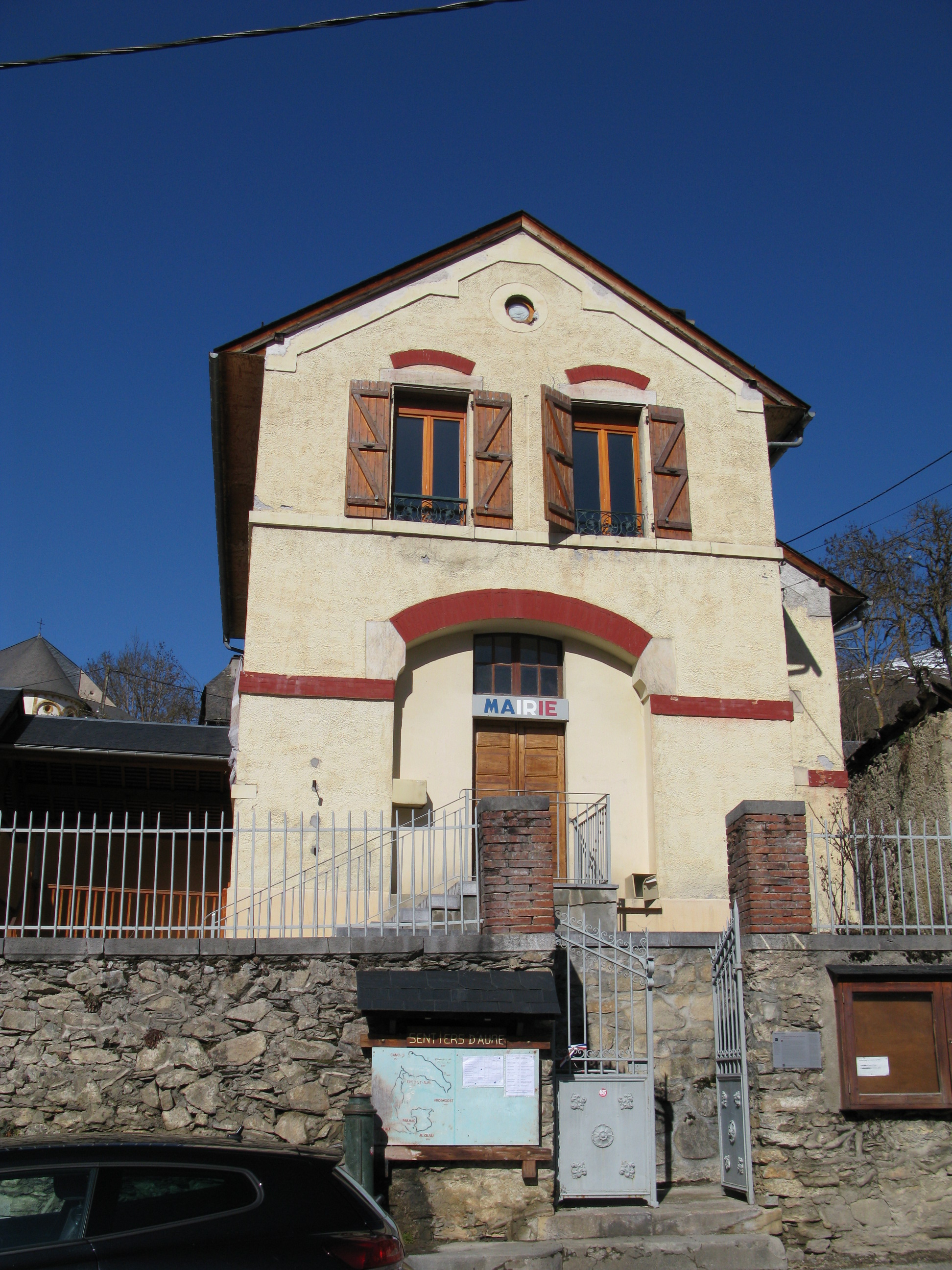
Мэрия
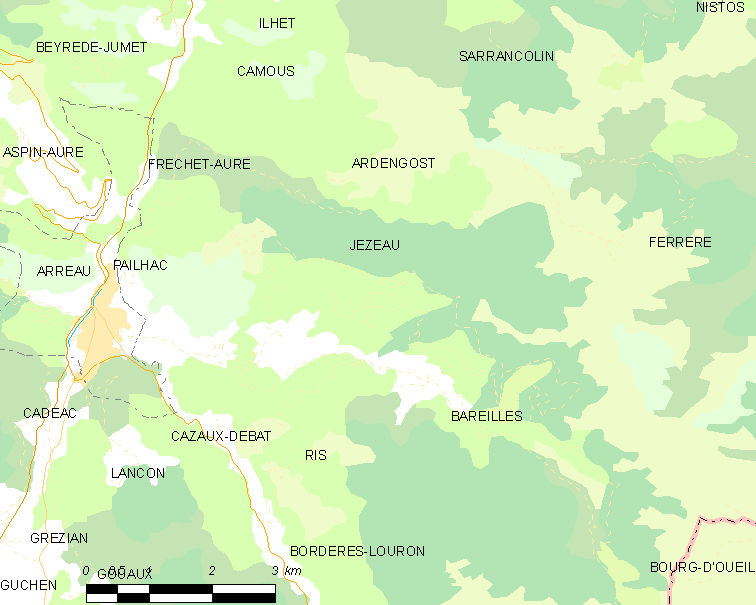
Карта коммуны